# Trådaloe
Trådaloe, Aloiampelos ciliaris är en grästrädsväxtart som växer i Sydafrika. Trådaloe ingår i släktet Aloe och familjen grästrädsväxter.

## Underarter
Arten delas in i följande underarter:
- A. c. ciliaris
- A. c. redacta
- A. c. tidmarshii

## Bildgalleri

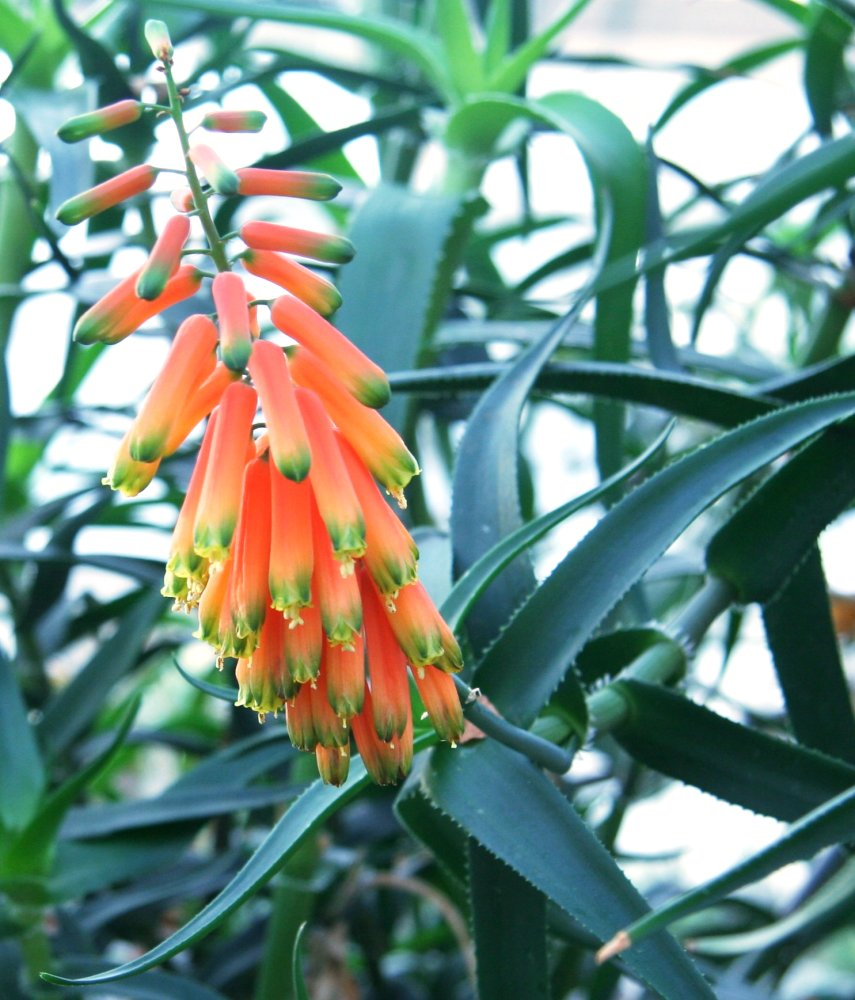
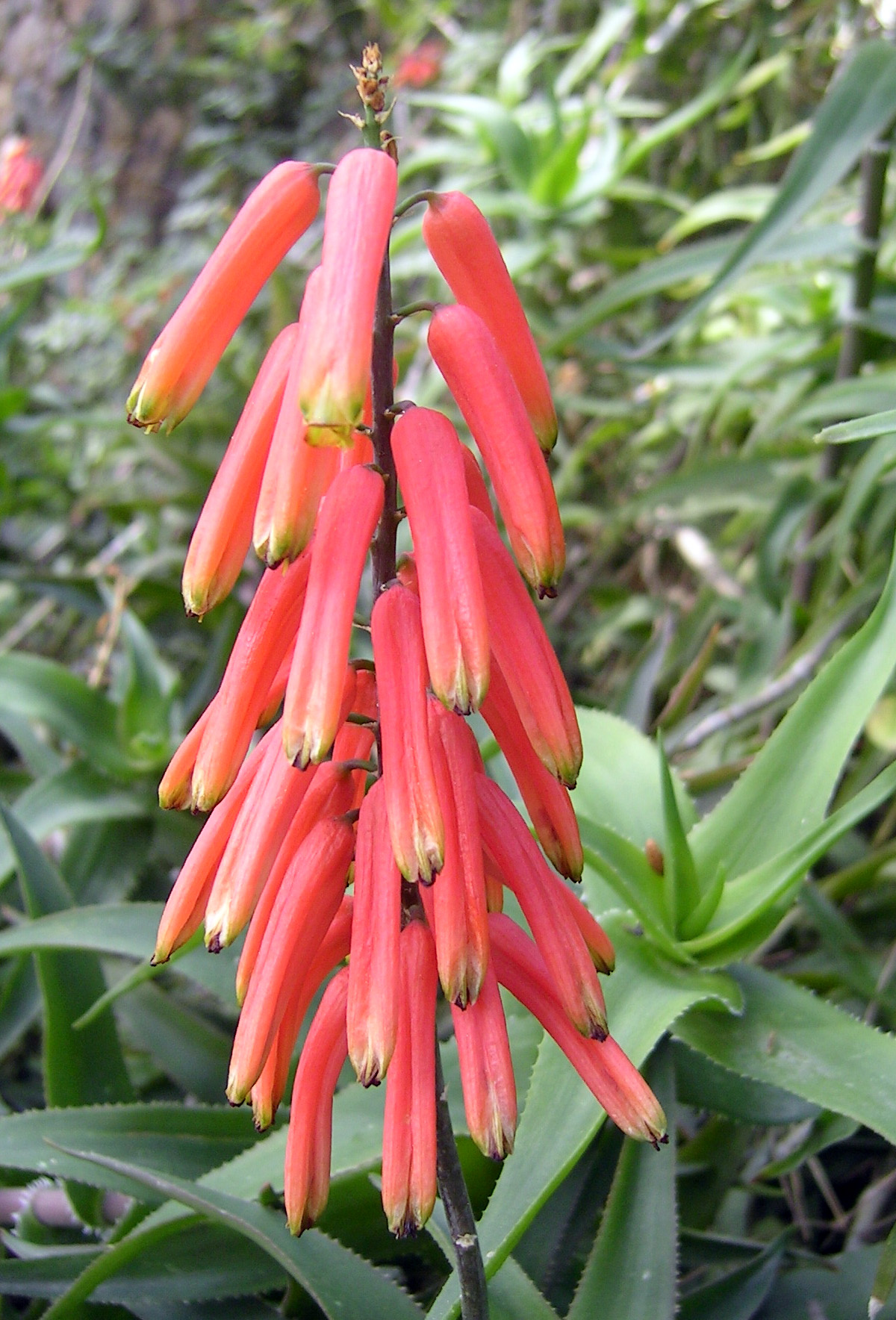
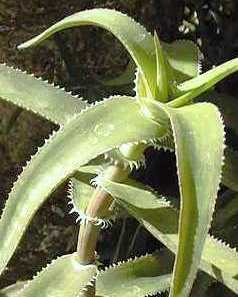
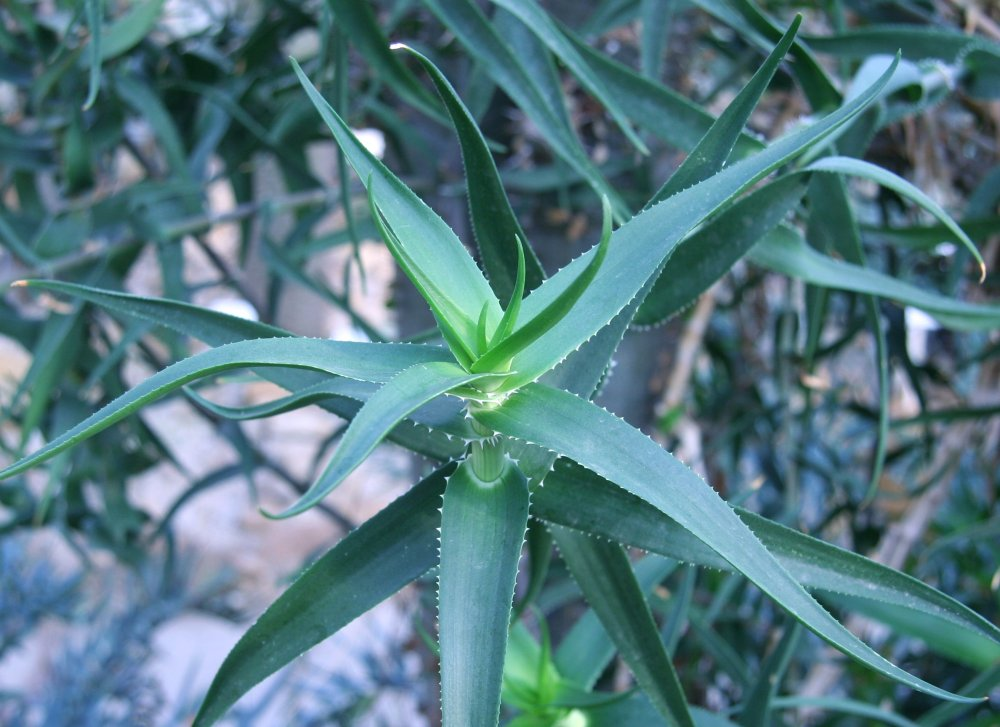
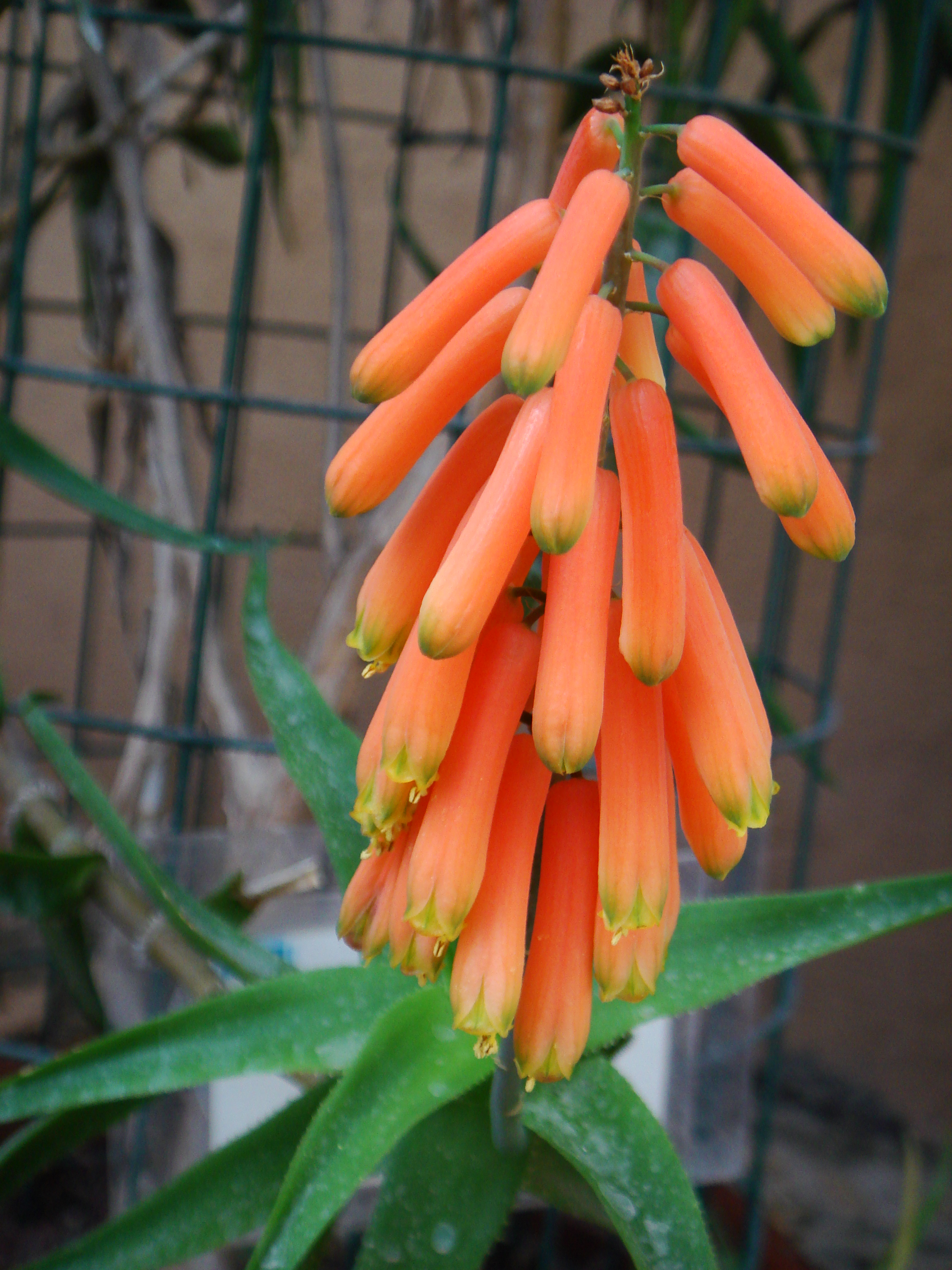
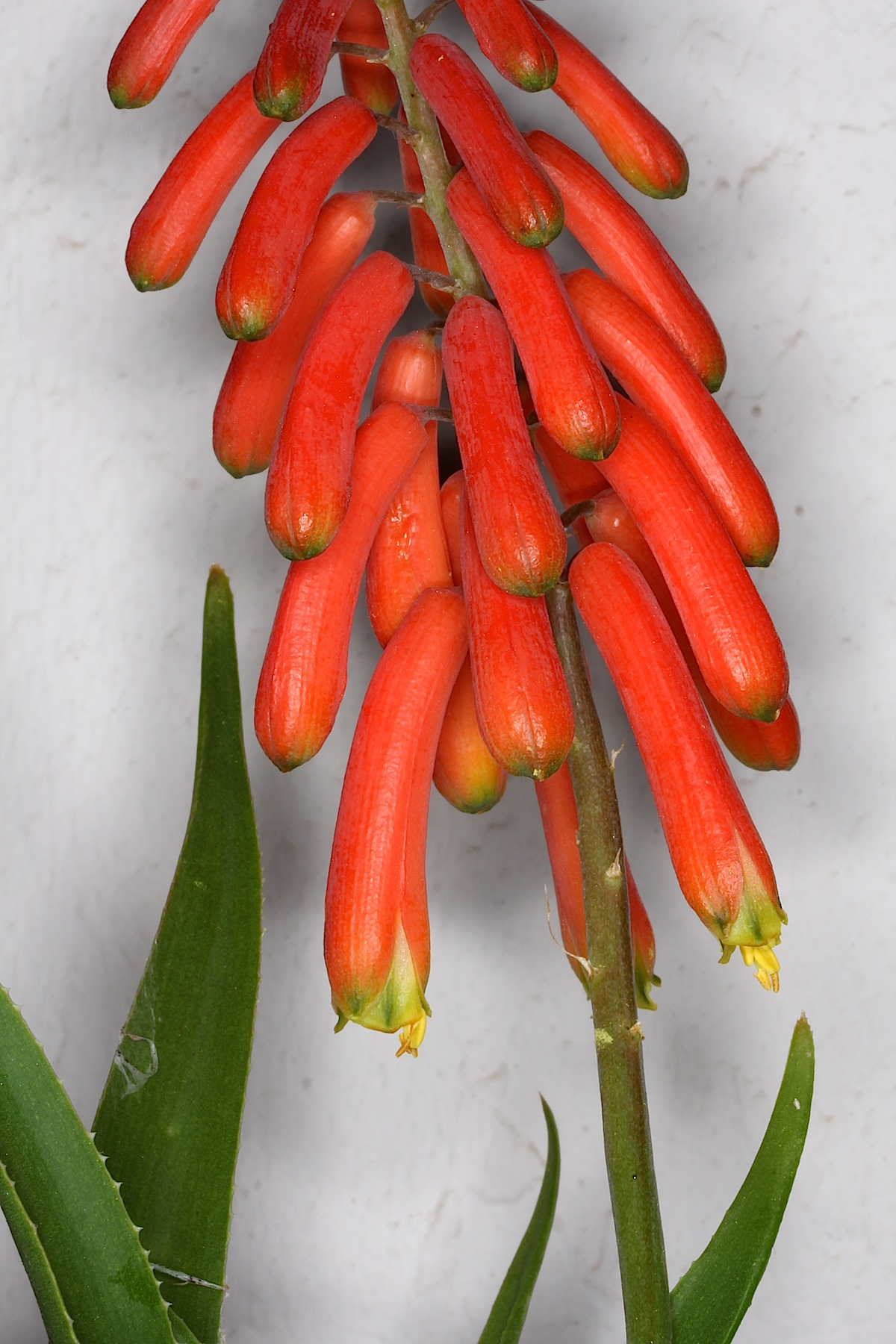